# Constitutio Criminalis Theresiana

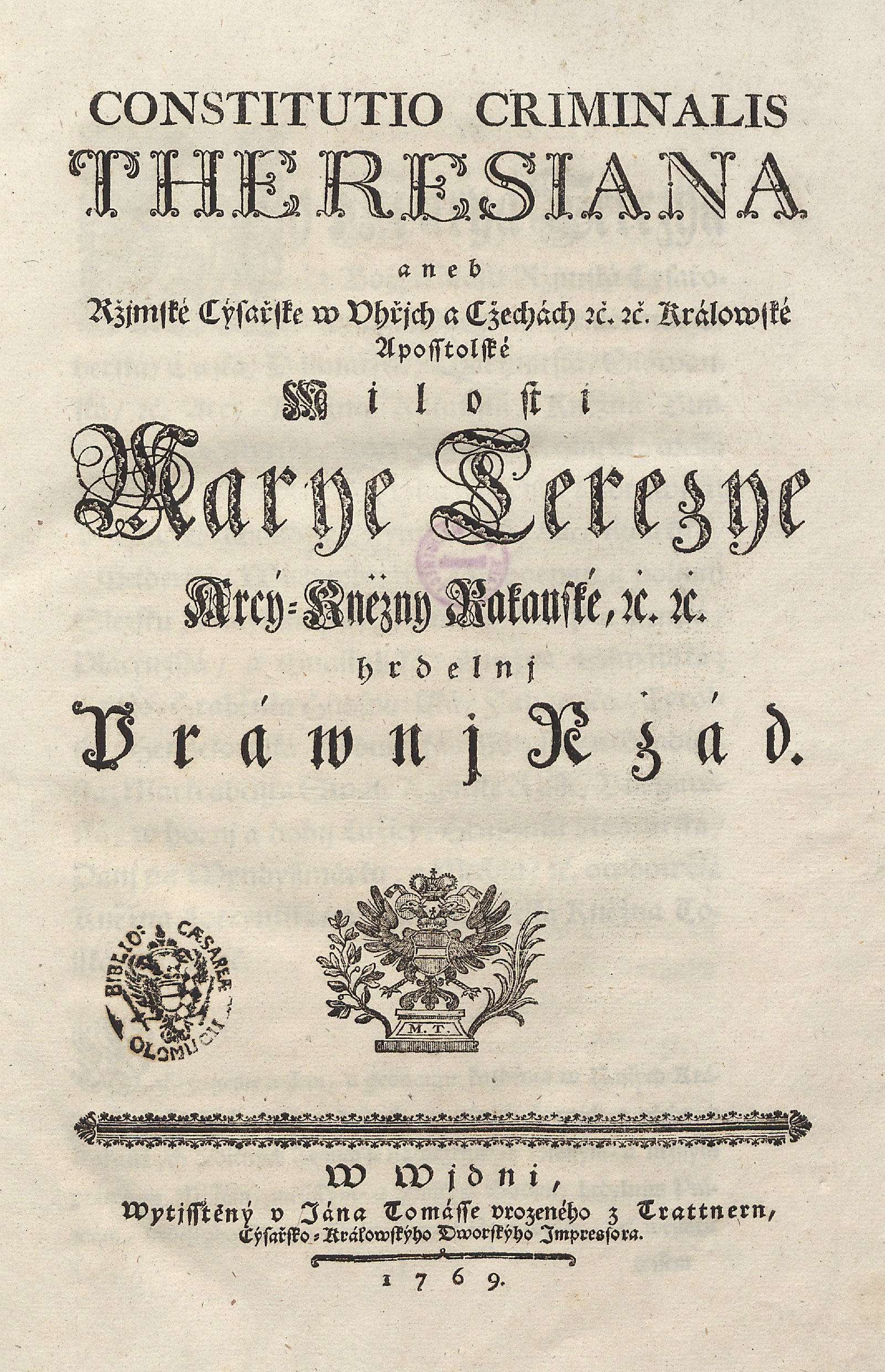
Первая страница Кодекса Марии Терезии

Constitutio Criminalis Theresiana (CCT), также Nemesis Theresiana — уголовный кодекс, изданный во время правления австрийской эрцгерцогини Марии Терезии. Кодекс вводил единое право на территории государств Австрии и Богемии. В Венгрии кодекс не имел силу.
Constitutio Criminalis Theresiana был разработан в Вене в 1768 году и 31 декабря того же года вступил в силу. Однако кодекс Марии Терезии просуществовал лишь недолгое время и уже в 1787 году был заменён на уголовный кодекс Иосифа II.
CCT был попыткой Марии Терезии упорядочить и ограничить широко применявшуюся в австрийском уголовном праве в то время систему пыток. Кодекс содержит приложения с иллюстрациями и техническими деталями устройств для пыток, а также детальными описаниями их проведений.
В текстовой части кодекса описывались наказания и их точное исполнение, в том числе и наказания в виде смертной казни путём сожжения, казни мечом, обезглавливания, повешения и др.